# Hans Stephan (Fußballspieler)
Hans Stephan (* 31. Dezember 1925) ist ein ehemaliger deutscher Fußballspieler. Der Torhüter hat beim Bremer SV von 1950 bis 1955 und 1961/62 in der Fußball-Oberliga Nord 137 Ligaspiele absolviert, darunter auch drei als Stürmer. In den Jahren 1956, 1958 und 1961 gewann er mit dem Bremer SV die Meisterschaft in der Amateurliga Bremen und erreichte im vierten Anlauf 1961 die Rückkehr in die Oberliga Nord.

## Karriere
Der aus der Jugend von BC Hartha gekommene Hans Stephan qualifizierte sich mit seinem Verein nach Ende des Zweiten Weltkriegs in der Saison 1948/49 in der Bezirksklasse Chemnitz Staffel 2 mit dem 2. Platz für die ab 1949/50 eingeführte Fußball-Landesklasse Sachsen. Nach Rundenende zog es ihn aus dem Mittelsächsischen Hügelland in den Westen, er schloss sich im Sommer 1950 dem Bremer SV in der damals erstklassigen Fußball-Oberliga Nord an. Die Blau-Weißen des BSV 06 aus den Arbeiterquartieren Walle und Gröpelingen verstärkten sich noch weiter mit Ex-Nationalspieler Erich Hänel, Werner Erdmann und Manfred Rock. Alle vier Neuzugänge wurden Leistungsträger. Am 4. September 1950 debütierte der neue Torhüter bei einem 3:1-Auswärtserfolg bei Concordia Hamburg in der Oberliga Nord. Am Rundenende hatte er 24 Ligaspiele absolviert und der BSV hatte mit 34:30 Punkten den 7. Rang belegt. Er hütete auch vor 25.000 Zuschauern im Derby gegen Werder Bremen bei einer 1:3-Heimniederlage das Tor des BSV, ebenso am 11. März 1951 bei der 0:2-Auswärtsniederlage bei Meister Hamburger SV. Besonders emotional gestaltete sich das 2:2 am 1. April 1951 beim Rückspiel gegen die Grün-Weißen von Werder Bremen, wobei er sich insbesondere gegen deren gefürchtete Torschützen Horst Gernhardt und Karl-Heinz Preuße auszeichnen konnte.
Zur Saison 1951/52 verstärkten sich der BSV 06 mit den zwei Routiniers Karl Schnieke und Heinz Kapitän, hatte aber einmal durch die Beendigung von Schniekes Engagement zum Ende der Hinrunde und zum zweiten, dem Alter von Kapitän, nicht viel von den beiden und der Nachwuchsspieler Rolf Martens benötigte noch Eingewöhnungszeit, er konnte erst in seiner zweiten Runde die Stammformation verstärken. Am Rundenende belegte das Team von Trainer Curt Reicherdt den 10. Rang in der Oberliga Nord und als herausragend konnte man nur die zwei Spiele gegen Meister Hamburger SV bezeichnen. In der Hinrunde setzten sich die Blau-Weißen im Heimspiel am 25. September 1951 mit einem sensationellen 3:0 im Heimspiel vor 18.000 Zuschauern durch und das Rückspiel verloren sie am 30. März 1952 erst durch einen Treffer von Heinz Spundflasche in der 87. Minute mit 4:3.
In den drei folgenden Runden, 1952/53 bis 1954/55, kämpfte Stephan aber mit seiner Mannschaft permanent um den Klassenerhalt. In der Saison 1952/53 zog er mit dem BSV im Norddeutschen Pokal dennoch in das Halbfinale ein, verlor aber am 18. Juni 1953 mit 1:3 gegen den Hamburger SV.
Mit einem Punkt Rückstand zu den punktgleichen Mannschaften vom VfL Wolfsburg, Göttingen 05 und Arminia Hannover – welche jeweils 24:36 Punkte vorzuweisen hatten-, rangierte der Bremer SV 1954/55 auf dem 15. Rang mit 23:37 Punkten und stieg damit in das Amateurlager ab. Als Achtungserfolg galt der 2:1-Heimsieg am 19. September 1954 gegen den übermächtigen Lokalrivalen Werder Bremen. Die Gastgeber-Defensive um Stephan, Mill, Maaßen, Kurzawski und Hoyer hatte gegen die Werder-Angreifer Preuße, Haase und Hagenacker erbitterten Widerstand geleistet.
Im ersten Jahr nach dem Abstieg glückte den Blau-Weißen sofort der Meisterschaftserfolg, aber in der Aufstiegsrunde zur Oberliga reichte es lediglich hinter Concordia Hamburg zu Platz zwei und damit ging es für Stephan und seine Mannschaftskollegen wie Rolf Martens, Erwin Mill, Fritz Wenzel, Oskar Kurzawski und Manfred Rock in der Amateurliga weiter. „Cordi“ hatte das Heimspiel gegen den BSV mit 1:0 und das Rückspiel am 20. Mai mit 3:2 gewonnen – in beiden Spielen hütete Stephan das Tor – und damit den Grundstock für den Oberligaaufstieg gelegt. In der Hinrunde war er in der Bremer Auswahl im Spiel um den Amateur-Länderpokal am 25. September 1955 gegen den Niederrhein bei einer 0:1-Niederlage zum Einsatz gekommen.
Den zweiten Meistertitel errang Stephan unter Trainer Friedo Dörfel mit seinem Verein 1957/58, aber auch jetzt war die Hürde der Aufstiegsrunde zu hoch: Der ASV Bergedorf 85 setzte sich vor dem Itzehoer SV, Bremer SV und Arminia Hannover durch. Das Spiel in Bergedorf endete 2:2 und das Heimspiel am 18. Mai 1958 verloren die Mannen um Torhüter Stephan mit 1:2.
Nach dem dritten Meisterschaftserfolg 1960/61 – der BSV war mit einer Heimbilanz von 28:0 Heimpunkten, 48:8 Punkten insgesamt und einem Torverhältnis von 83:28 nach 28 Rundenspielen über die Ziellinie gekommen – gab es mit Arminia Hannover einen spannenden Zweikampf in der Oberligaaufstiegsrunde. Das letzte Gruppenspiel verlor die Mannschaft von Trainer Erich Hänel am 4. Juni 1961 in Hannover mit 1:5 und damit hatten die Arminen den Punktgleichstand von jeweils 10:2 erreicht. Sechs Tage später, am 10. Juni, fand das Entscheidungsspiel um den Aufstieg in Hamburg am Millerntor vor 12.000 Zuschauern statt. Nach einem Halbzeitrückstand von 0:1 setzte sich der BSV mit Torhüter Hans Stephan in den zweiten 45 Minuten mit 4:1 durch und kehrte in die Oberliga Nord zurück. Den gefürchteten Arminen-Innensturm mit Lothar Ulsaß, Joachim Thimm und Gerhard Elfert ausgeschaltet zu haben, war eine spielentscheidende Leistung der BSV-Defensive mit den Defensivgaranten Stephan und Mittelläufer Martens gewesen.
Das Oberligajahr 1961/62 eröffnete der Bremer SV nach acht Spieltagen mit 3:13 Punkten und die Oberligakenner wussten, wohin der Weg des BSV führen würde; der Kampf ging massiv gegen den Abstieg, die Erfolgsaussichten waren gering. Dann fiel auch noch Abwehrchef Martens für sechs Monate aus und konnte in der Rückrunde lediglich zwei Spiele bestreiten. Mit der 0:1-Heimniederlage am 15. April 1962 gegen den VfL Osnabrück verabschiedete sich Torhüterroutinier Stephan aus der Oberliga Nord. Nochmals war er für den BSV in 26 Ligaspielen aufgelaufen. Mit 18:42 Punkten belegte der Bremer SV den 15. Rang und stieg wieder in das Amateurlager ab. Es war auch das Ende der höherklassigen Spielerlaufbahn von Hans Stephan. Hans „Socke“ Stephan hat laut Weserkurier sein letztes Spiel in der BSV-Altliga mit 52 Jahren im Jahr 1977 gemacht.